# Lista aeroporturilor, autogărilor, gărilor, porturilor din România

### Aeroporturi
- Arad (ARW)
- Bacău (BCM)
- Baia Mare (BAY)
- Brașov (GHV)
- Aeroportul Aurel Vlaicu, București (BBU)
- Aeroportul Henri Coandă, București (OTP)
- Caransebeș (CSB)
- Cluj (CLJ)
- Constanța (CND)
- Craiova (CRA)
- Iași (IAS)
- Oradea (OMR)
- Satu Mare (SUJ)
- Sibiu (SBZ)
- Suceava (SCV)
- Târgu Mureș (TGM)
- Timișoara (TSR)
- Tulcea (TCE)
- Tuzla (LRTZ)

### Autogările din Romania
- Autogara Pletl, Arad
- Autogara CTP, Arad
- Autogara Transdara, Arad
- Bartolomeu, Brașov
- Allegro Maxi Taxi, București
- C&I, București
- Double T, București
- Filaret, București
- Grivița, București
- IDM Basarabi Kennedy, București
- Metropoli, Galați
- Militari, București
- Obor, București
- Rahova, București
- Sud Herli-Sof, Constanța
- Transmixt, Sibiu
- Suceava
- Antares, Râmnicu Vâlcea

### Gări
- Arad
- Gara Aradul Nou,Arad
- Bacău
- Baia Mare
- Brașov
- Brăila
- Basarab, București
- Băneasa, București
- București Nord
- Obor (Est), București
- Progresul, București
- Buzău
- Buzău Nord
- Buzău Sud
- Cluj-Napoca
- Constanța
- Craiova
- Focșani
- Galați
- Iași
- Iași Internațional (Nicolina)
- Oradea
- Piatra Neamț
- Pitești
- Pitești Nord
- Ploiești Nord
- Ploiești Sud
- Ploiești Est
- Ploiești Vest
- Rădăuți
- Râmnicu Vâlcea
- Roman
- Satu Mare
- Sibiu
- Slobozia Veche
- Suceava (Burdujeni)
- Suceava Nord (Ițcani)
- Suceava Vest (Șcheia)
- Târgu Mureș
- Teiuș
- Timișoara Nord
- Timișoara Vest
- Vatra Dornei
- Vatra Dornei Băi

### Porturi
- Portul Brăila
- Portul Constanța
- Portul Tomis, Constanța
- Portul Galați
- Portul Giurgiu
- Portul Timișoara
- Portul Tulcea